# هانديكاب

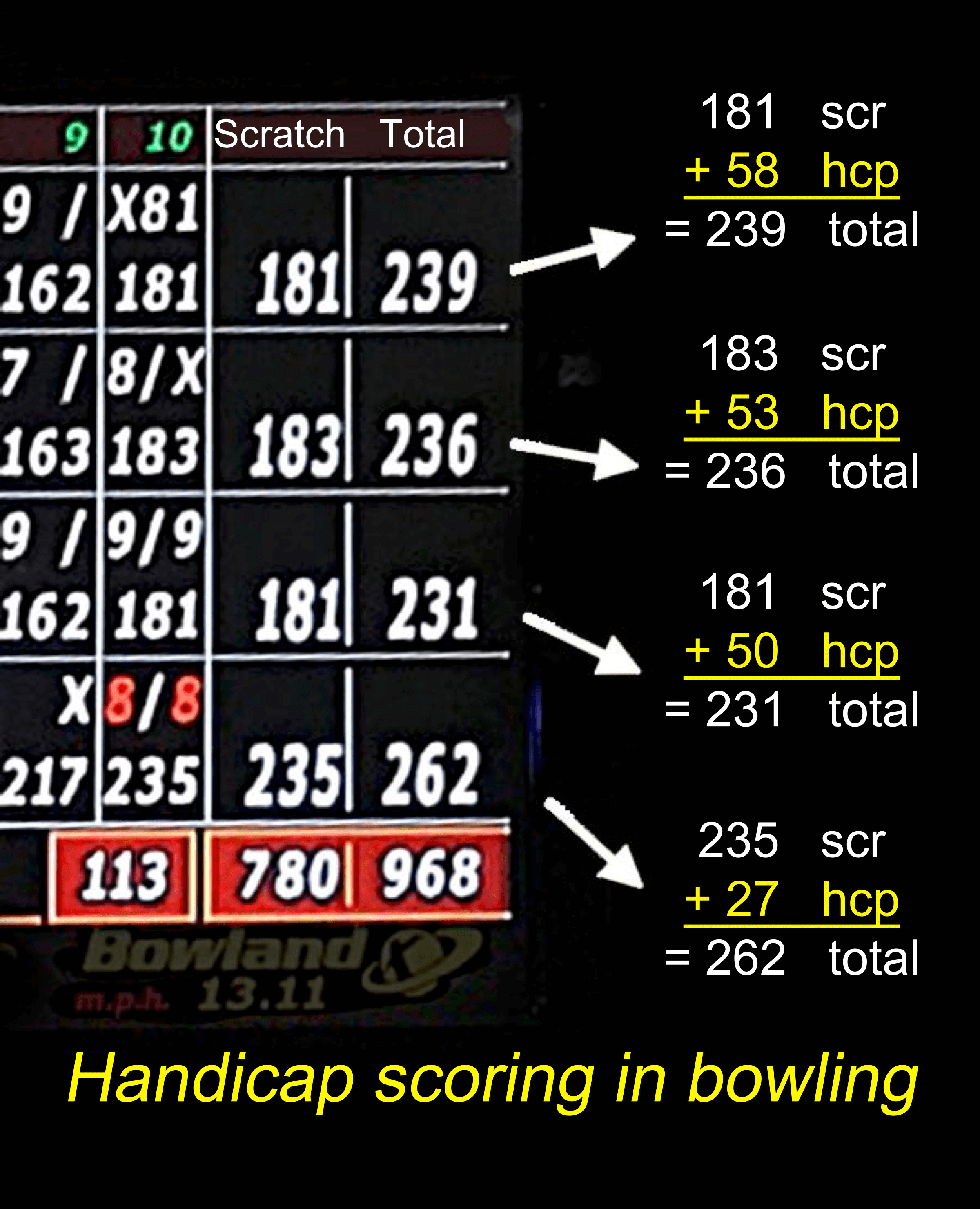

هانديكاب أو الإعاقة (بالإنجليزية: Handicap)‏ في الرياضة والألعاب، هي ممارسة تعيين ميزة من خلال تسجيل تعويض أو ميزة أخرى تُمنح للمتسابقين المختلفين في المستوى فرصة فوز متساوية. تنطبق الكلمة أيضًا على الطرق المختلفة التي يتم من خلالها حساب الميزة. من حيث المبدأ، يكون المشارك الأكثر خبرة أقل قدرة، من أجل تمكين المشارك الأقل خبرة من الفوز مع الحفاظ على الإنصاف. يتم استخدام الهانديكاب في نتائج العديد من الألعاب والرياضات التنافسية، بما في ذلك لعبة غو والشوغي والشطرنج والكروكيت والجولف والبولينج والبولو وكرة السلة وأحداث سباقات المضمار والميدان. سباقات الهانديكاب شائعة في النوادي التي تشجع جميع مستويات المشاركين، مثل السباحة أو في نوادي ركوب الدراجات ونوادي الإبحار، أو التي تسمح للمشاركين باستخدام مجموعة متنوعة من المعدات بمعايير مختلفة. غالبًا ما تُعرف السباقات أو المسابقات أو البطولات التي يتم فيها استخدام هذه الممارسة بشكل تنافسي باسم الهانديكابز. 
يشير الهانديكاب أيضًا إلى الطرق المختلفة التي يمكن من خلالها للمشاهدين التنبؤ بنتائج مباراة رياضية وتحديدها كمياً. يتم تطبيق المصطلح على ممارسة التنبؤ بنتيجة المنافسة، مثلاً لأغراض الرهان مقابل فرق النقاط. الفريق المفضل الذي يفوز بأقل من نقطة الانتشار ما زال يفوز بالمباراة، لكن الرهانات على هذا الفريق تخسر. 
في كلتا الحالتين يكون الهانديكابر أو المُعيق (بالإنجليزية: Handicapper) هو الشخص الذي يضع العوائق للنشاط. 

## أصل الكلمة
يشتق مصطلح هانديكاب من لعبة إنجليزية قديمة تسمى هاند إن كاب أو يد في القبعة (بالإنجليزية: Hand-In-Cap)، تشير إلى نظام يضع فيه اللاعبون رهانات أو أموال في قبعة حكم محايد للتوصل إلى اتفاق بشأن القيم النسبية للعناصر المطلوب تداولها.

## روابط خارجية
- آلة حاسبة كيلي على الإنترنت
- معلومات كرة القدم هانديكاب
- توقعات الهانديكاب لكرة القدم معلومات